# Platypneu
Platypneu is een vorm van kortademigheid die verergert bij rechtop zitten en afneemt bij platliggen. Het is het tegenovergestelde van orthopneu. Het wordt ook wel het platypneu-orthodeoxiesyndroom genoemd, als er niet alleen sprake is van kortademigheid bij rechtop zitten maar dit tevens gepaard gaat met een daling van de zuurstofverzadiging van het bloed.

## Oorzaken
- Hartafwijking die gepaard gaat met een positie-afhankelijke rechts-linksshunt, zoals een persisterend foramen ovale.
- Longafwijking die gepaard gaat met een positie-afhankelijk rechts-linksshunt.

## Pathofysiologie
Platypneu wordt meestal veroorzaakt door een houdingsafhankelijke intracardiale of pulmonale rechts-linksshunt. Bij een rechts-linksshunt in het hart gaat het zuurstofarme bloed vanuit de rechterhartboezem rechtstreeks naar de linkerhartboezem, waar het vermengd met het zuurstofrijke bloed dat via de longen terugkeert in de linkerhartboezem. Meestal wordt een rechts-linksshunt veroorzaakt door een persisterend foramen ovale of een atriumseptumdefect (ASD). Normaal gesproken is de druk in de rechterhartboezem lager dan in de linkerhartboezem, waardoor bij een atriumseptumdefect normaal gesproken bloed van links naar rechts shunt. Een persisterend foramen ovale wordt door de hogere druk in de linkerboezem dichtgedrukt als een soort ventiel, zodat er dan normaal gesproken helemaal geen shunt is. Een rechts-linkshunt ontstaat dus alleen als de druk in de rechterboezem (tijdelijk) hoger is dan in de linkerboezem. Dit kan optreden tijdens drukverhogende momenten zoals hoesten, niezen of persen. Dan is de rechts-linksshunt van zeer korte duur, is de hoeveelheid bloed die shunt laag en geeft dat geen kortademigheid of desaturatie. Indien sprake is van platypneu-orthodeoxie dan is in verticale positie sprake van een rechts-linksshunt bij een open foramen ovale of atriumseptumdefect. Dit wordt vermoedelijk veroorzaakt door een afwijkende vorm van de aorta, bijvoorbeeld een aneurysma, een geëlongeerde aorta of een tortueuze (kronkelende) aorta, waardoor in verticale positie de verwijde, kronkelende of geëlongeerde aorta de rechterhartboezem dichtdrukt met afname van de compliantie van de rechterboezem en dus drukverhoging in de rechterboezem tot gevolg, met als gevolg een rechts-linksshunt, desaturatie en gevoel van kortademigheid.

## Behandeling
De aandoening kan worden behandeld door sluiting van het foramen ovale of ASD. Dit kan percutaan gebeuren of via een openhartoperatie.